# 木村有香
木村有香（きむら ありか、1900年（明治33年）3月1日 - 1996年（平成8年）9月1日）は、日本の植物学者。
ヤナギ科の分類を大成した植物学者として知られているとともに、旧制第七高等学校造士館に在学中に原始的な形態を持ち生きている化石として知られるキムラグモを発見したことでも著名である。様々な地域の野生のヤナギを個体識別し、季節ごとに標本を採集し、同一個体から得られた標本を比較することで葉の形態の季節変異の著しいヤナギ科の分類の確立に努めた。
1958年（昭和33年）9月には那須御用邸に招かれて、他の有識者とともに昭和天皇から植物に関する質問を受けたほか座談会に参加。また、複数日にわたり天皇の散策に同行した。
初代園長を務めた東北大学植物園（現・東北大学学術資源研究公開センター植物園）には木村の蒐集した世界のヤナギ科植物の標本木の充実したコレクションが栽培されており、木村は定年退官後も死去の前年まで、この植物園のヤナギ園で研究を続けた。

## 年譜
- 1900年（明治33年）3月1日：石川県に生まれる
- 1920年（大正9年）
  - 10月17日：東京帝国大学動物学教室の岸田久吉が七高の学生だった江崎悌三にトタテグモ類の探索を依頼し、上京寸前の江崎は後輩の木村にこの依頼をまわす
  - 10月25日：江崎悌三に城山でのトタテグモ類の営巣確認を報じる
  - 10月28日：江崎悌三からトタテグモ類採集の依頼があり、1週間後にキムラグモを含む標本を送る
- 1923年（大正12年）：東京帝国大学大学2年生でヤナギ科の研究を開始・岸田久吉がキムラグモを正式に記載し、木村に献名
- 1925年（大正14年）3月：東京帝国大学理学部植物学科卒業・同大学大学院進学
- 1928年（昭和3年）4月：東北帝国大学理学部植物学科助教授
- 1947年（昭和22年）1月：東北大学理学部生物学科教授
- 1958年（昭和33年）：東北大学理学部附属植物園園長（初代）
- 1963年（昭和38年）3月：定年退官
- 1996年（平成8年）9月1日：仙台市の自宅で老衰により死去